# Санкт-Йоганн-ім-Вальде
Санкт-Йоганн-ім-Вальде (нім. St. Johann im Walde) — містечко й громада округу Лієнц в землі Тіроль, Австрія.
Санкт-Йоганн-ім-Вальде лежить на висоті 748 над рівнем моря і займає площу 32,82 км². Громада налічує 291 мешканців. 
Густота населення 9/км².  
Округ Лієнц, до якого належить Санкт-Йоганн-ім-Вальде, називається також Східним Тіролем. Від основної частини землі, 
Західного Тіролю, його відділяє смуга Південного Тіролю, що належить Італії. 
|                                                 |
| Санкт-Йоганн-ім-Вальде на мапі округу та землі. |

 Адреса управління громади: 7 Gemeinsam für St. Johann im Walde, 9952 St. Johann im Walde. 

## Виноски
1. ↑  Dauersiedlungsraum der Gemeinden Politischen Bezirke und Bundesländer - Gebietsstand 1.1.2018 — Статистичне управління Австрії.
2. ↑  http://www.sanktjohannimwalde.at